# Biggers (Arkansas)
Pour les articles homonymes, voir Biggers.
Biggers est une ville des États-Unis située dans le comté de Randolph, dans l'Arkansas. 

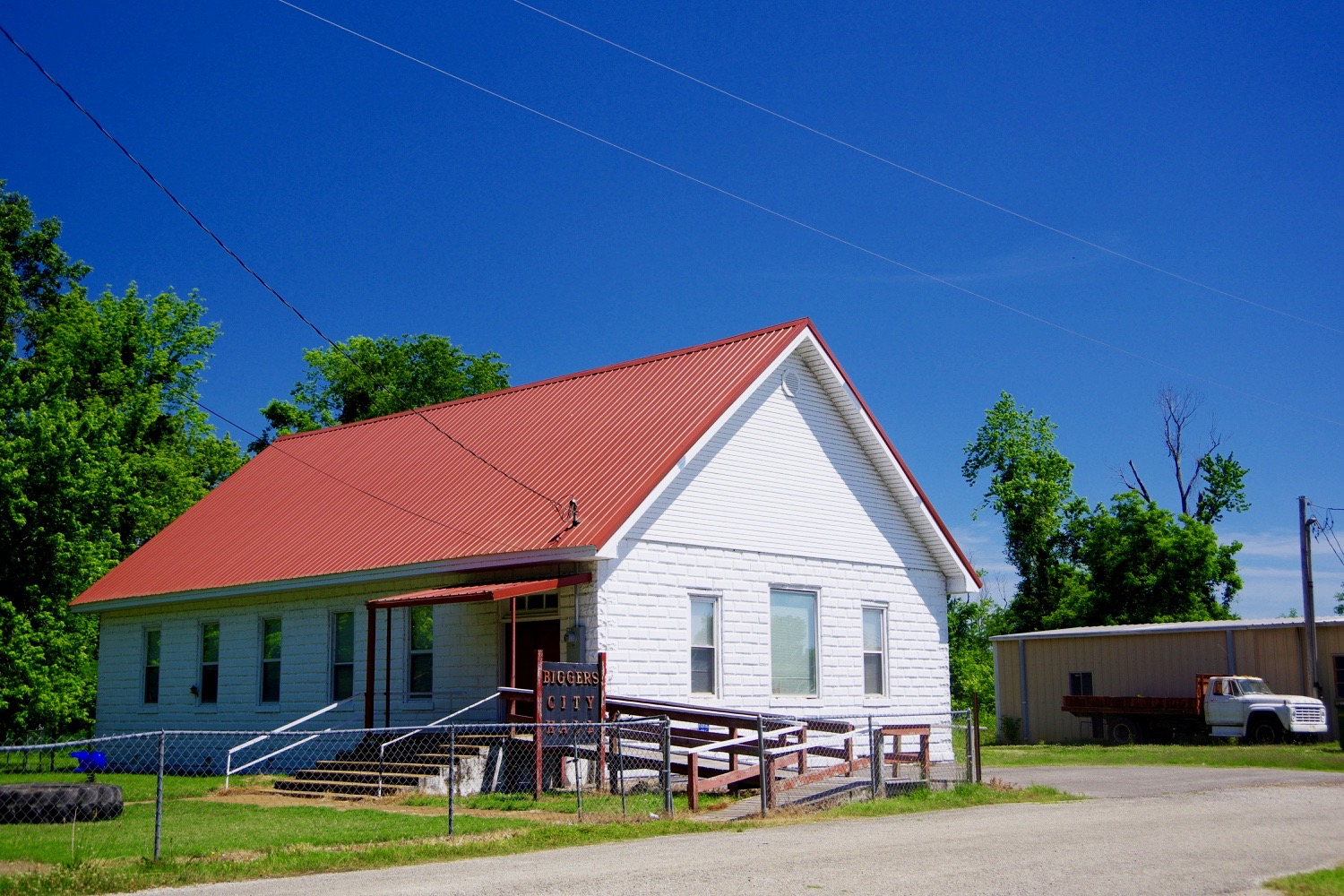
Mairie

## Démographie
| 1910 | 1920 | 1930 | 1940 | 1950 | 1960 |
| ---- | ---- | ---- | ---- | ---- | ---- |
| 435  | 447  | 466  | 456  | 333  | 274  |

| 1970 | 1980 | 1990 | 2000 | 2010 | - |
| ---- | ---- | ---- | ---- | ---- | - |
| 372  | 363  | 337  | 355  | 347  | - |

Biggers comptait une population de 355 habitants au recensement de 2000.